# Grisy-les-Plâtres
Grisy-les-Plâtres é uma comuna francesa na região administrativa da Ilha de França, no departamento do Vale do Oise. Estende-se por uma área de 7.15 km². Em 2010 a comuna tinha 708 habitantes (densidade: 99 hab./km²).